# Porter Airlines
Porter Airlines – regionalne linie lotnicze utworzone w 2006, z siedzibą na lotnisku Toronto-City Billy Bishop. Porter Airlines obsługuje regularne loty ze swoich baz do 40 miast w Kanadzie i Stanach Zjednoczonych.
W październiku 2021 przewoźnik utworzył nową linię zależną Porter Airlines Canada, która pod własnymi kodami (kod IATA: PD, kod ICAO: POE) wykonuje loty używając nowych maszyn Embraer E195-E2.
Agencja ratingowa Skytrax przyznała liniom cztery gwiazdki.

## Linie partnerskie
Porter oferuje pasażerom połączenia lotnicze w formule codeshare z poniższymi liniami lotniczymi:
| - Aeromexico - Azores Airlines - British Airways - Delta Air Lines | - El Al - Fiji Airways - Icelandair - JetBlue | - Pascan Aviation - Qatar Airways - Singapore Airlines |

## Flota

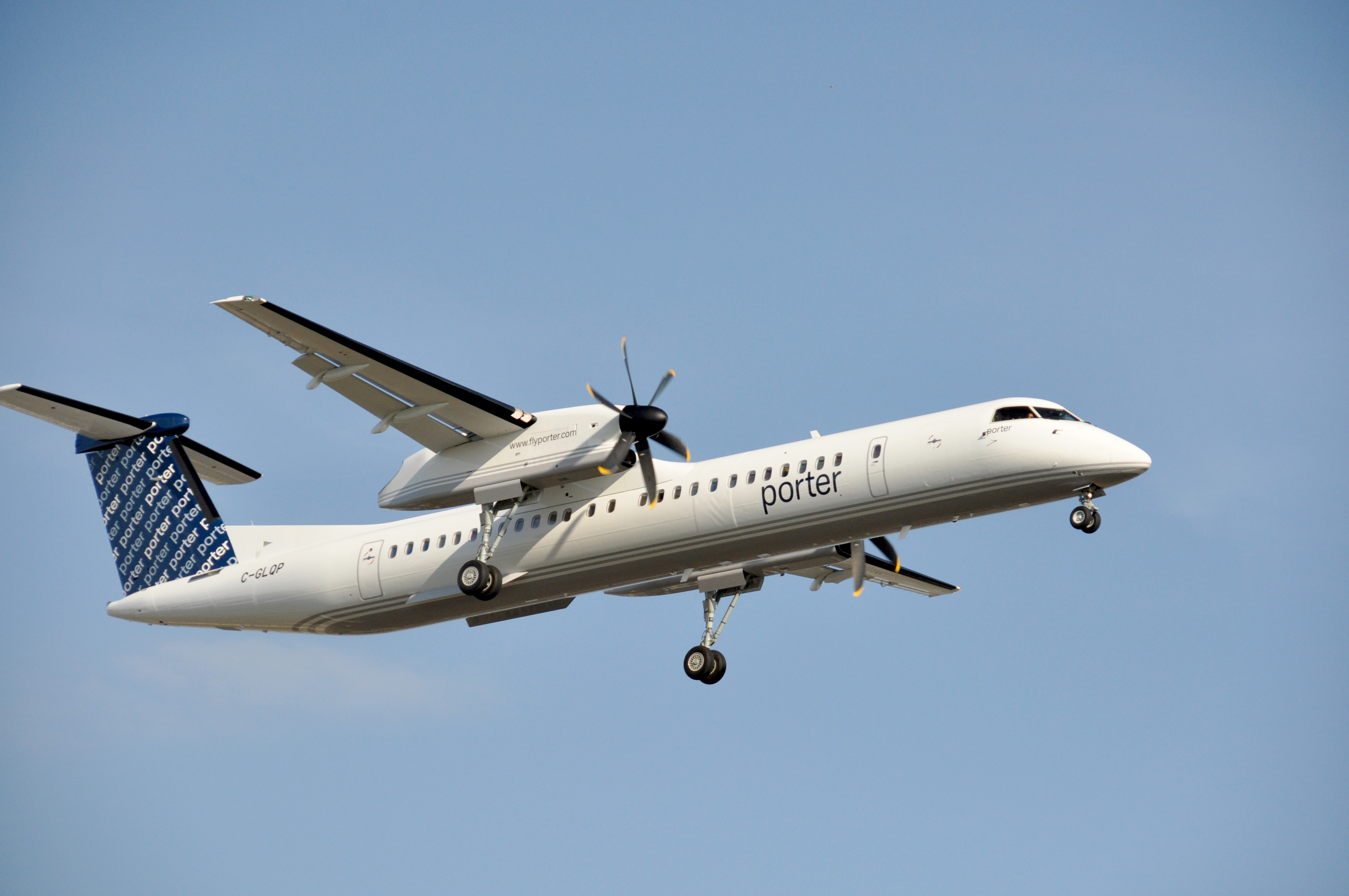
Dash-8 Porter Airlines lądujący na lotnisku Montréal-Trudeau

Według stanu na marzec 2025 flota Porter Airlines składała się z 73 samolotów o średnim wieku 6,9 lat:
| Samolot                | Samolot | Samolot   | Liczba miejsc | Liczba miejsc | Liczba miejsc | Uwagi |
| Model                  | Aktywne | Zamówione | P             | E             | Łącznie       | Uwagi |
| ---------------------- | ------- | --------- | ------------- | ------------- | ------------- | ----- |
| Bombardier Dash 8 Q400 | 29      | -         | 6             | 72            | 78            |       |
| Embraer E195-E2        | 44      | -         | 16            | 116           | 132           |       |
| Łącznie                | 73      | 0         |               |               |               |       |